# Vinpearl

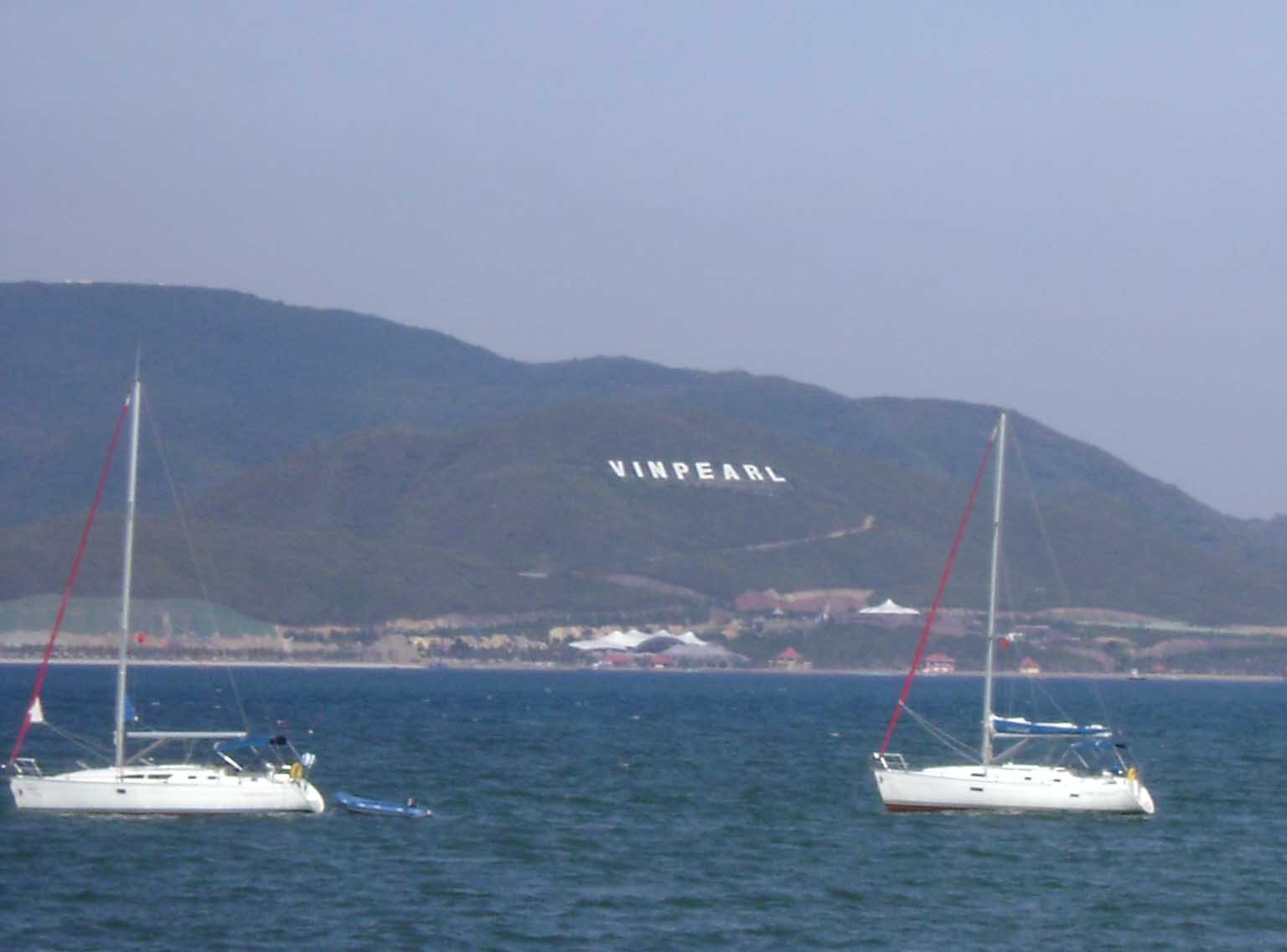
Вид на Vinpearl Land

Vinpearl — сеть курортов и парков развлечений во Вьетнаме, принадлежащая компании Vingroup Фам Нят Выонга.  Ранее действовала как самостоятельное акционерное общество, в январе 2012 года была объединена с АО Vincom.

## Объекты

### Нячанг
В Нячанге на острове Хон Че построен парк развлечений Vinpearl Land, включающий луна-парк, аквапарк, океанариум, дендрарии и дельфинарий. Вход во все зоны осуществляется по единому билету, в стоимость которого включено посещение почти всех аттракционов и достопримечательностей парка (также в стоимость может быть включена еда). Пассажирское сообщение с материком обеспечивают канатная дорога и скоростные катера.
Также на острове расположен один из отелей сети — пятизвёздный Vinpearl Resort Nha Trang.

### Фукуок
На острове Фукуок находятся Парк развлечений и Сафари-парк.

### Ханой
В ханойском торговом центре Vincom Mega Mall Times City находятся океанариум Vinpearl Land Aquarium Times City и детский развлекательный комплекс VinKE (Vin Kids’ Edutainment) Times City.

### Сеть отелей
Отели сети есть в следующих городах и местностях Вьетнама:
- Кантхо
- Хатинь
- Нгеан
- Дананг
- Нячанг
- Халонг
- Хойан
- Фукуок
- Хюэ
- Тханьхоа
- Куангбинь
- Лангшон
- Хошимин
- Ханам